# Maria Sole Ferrieri Caputi
Maria Sole Ferrieri Caputi (Livorno, 20 novembre 1990) è un arbitro di calcio italiano.

## Biografia
Nata a Livorno e di origini pugliesi da parte del padre, ha conseguito una laurea triennale in scienze politiche a Pisa e una magistrale in sociologia a Firenze.
Lavora come ricercatrice in ADAPT, l'Associazione per gli studi internazionali e comparati sul diritto del lavoro e sulle relazioni industriali fondata da Marco Biagi. È dottore di ricerca in Formazione della persona e mercato del lavoro all'Università di Bergamo.

## Carriera
Affiliata alla sezione della sua città natale, Livorno, entra a far parte dell'AIA nel 2007. Dopo l'iniziale percorso nelle categorie provinciali e regionali, nel 2015 viene inserita nell'organico C.A.N. D e, conseguentemente, esordisce in Serie D il 14 novembre 2015 nel match tra Levico e Atl. S. Paolo. Nel maggio 2019 arbitra una partita della Poule Scudetto di quarta serie tra Bari e AZ Picerno mentre pochi mesi prima aveva esordito nel Torneo di Viareggio.
Divenuta internazionale nell'estate 2019, esordisce in campo europeo il 30 agosto di quell'anno, dirigendo l'incontro tra Scozia e Cipro, valevole per le qualificazioni al campionato europeo femminile di calcio 2022; due mesi dopo, dirige per la stessa competizione la partita Macedonia del Nord-Serbia.
Il 1º settembre 2020 viene promossa in Serie C, campionato in cui esordisce l'8 novembre seguente, dirigendo l'incontro tra Pro Patria e Pro Sesto.
Il 17 ottobre 2021 viene designata per il match di Serie B tra Cittadella e SPAL, diventando il quarto arbitro di sesso femminile a dirigere un incontro della serie cadetta (pochi giorni dopo, nella medesima categoria, arbitrerà un match anche Maria Marotta). Il 15 dicembre successivo dirige Cagliari-Cittadella, valevole per i sedicesimi di Coppa Italia, divenendo la prima donna nella storia del calcio italiano a dirigere una partita ufficiale che coinvolge una società militante in Serie A.
Il 1º luglio 2022 l'AIA ne comunica ufficialmente la promozione alla CAN, rendendola la prima donna di sempre ad approdare nel massimo organico nazionale. Il 2 ottobre seguente dirige per la prima volta una gara in Serie A, il match Sassuolo-Salernitana. Nello stesso mese dirige due gare della fase a gironi del campionato mondiale Under-17 femminile in India.
Nel gennaio del 2023 viene inclusa fra le 33 direttrici di gara incaricate di dirigere le partite della fase finale del campionato mondiale femminile di calcio dello stesso anno, disputato in Australia e Nuova Zelanda: nell'occasione rappresenta l'Italia insieme all'assistente Francesca Di Monte ed al collega Massimiliano Irrati, nominato fra gli ufficiali deputati al VAR. Al campionato del mondo dirige due partite, Giappone-Costa Rica a Dunedin e Marocco-Colombia a Perth, ed opera come quarto ufficiale nel quarto di finale tra Spagna e Paesi Bassi.
Il 17 gennaio 2023 arbitra l'ottavo di finale di Coppa Italia Napoli-Cremonese, in cui si avvale delle assistenti Francesca Di Monte e Tiziana Trasciatti, facendo quindi parte della prima terna arbitrale interamente femminile a dirigere una partita di calcio maschile in Italia.
Il 25 marzo successivo dirige l'incontro amichevole fra Germania e Perù: diventa così la prima direttrice di gara nella storia dell'AIA a vedersi affidata una partita fra nazionali maggiori maschili.
Il 3 giugno 2023 svolge il ruolo di seconda assistente al VAR (coordinato da Massimiliano Irrati) nella finale di UEFA Women's Champions League fra Barcellona e Wolfsburg, diretta dalla gallese Cheryl Foster.
Il 14 dicembre seguente dirige il match della fase a gironi di UEFA Women's Champions League fra Paris FC e Real Madrid, guidando una squadra arbitrale interamente femminile ed italiana, composta nuovamente dalle assistenti arbitrali Francesca Di Monte e Tiziana Trasciatti e dal quarto ufficiale Maria Marotta.
Il 28 aprile 2024 dirige l'incontro Inter-Torino, valevole per la trentaquattresima giornata di Serie A, venendo assistita ancora una volta da Francesca Di Monte e Tiziana Trasciatti: per la prima volta nel massimo campionato di calcio italiano è presente una terna arbitrale di sole donne.
Il 31 marzo 2025 la UEFA la ha convocata per il campionato femminile d'Europa 2025 in Svizzera, insieme alla collega Silvia Gasperotti, all'assistente Francesca Di Monte e al VAR Aleandro Di Paolo.